# La Bastide-sur-l'Hers
Pour les articles homonymes, voir La Bastide.
La Bastide-sur-l'Hers (La Bastida d'Èrç en occitan languedocien) est une commune française, située dans le département de l'Ariège en région Occitanie.
Localisée dans le nord-est du département, la commune  fait partie, sur le plan historique et culturel, du pays d'Olmes, haut lieu de la tragédie cathare alliant des paysages d'une extrême diversité. Exposée à un climat océanique altéré, elle est drainée par l' Hers-Vif et par divers autres petits cours d'eau. La commune possède un patrimoine naturel remarquable : un site Natura 2000 (« Garonne, Ariège, Hers, Salat, Pique et Neste ») et six zones naturelles d'intérêt écologique, faunistique et floristique.
La Bastide-sur-l'Hers est une commune rurale qui compte 676 habitants en 2022. Elle fait partie de l'aire d'attraction de Lavelanet. Ses habitants sont appelés les Bastidiens ou Bastidiennes.

## Géographie

### Localisation
La commune de La Bastide-sur-l'Hers se trouve dans le département de l'Ariège, en région Occitanie.
Commune des Pyrénées située dans le Massif du Plantaurel  au nord-est de Lavelanet. Proche du département de l'Aude, elle fait partie du Pays des Pyrénées cathares.
Sur le plan historique et culturel, La Bastide-sur-l'Hers fait partie du pays d'Olmes, haut lieu de la tragédie cathare alliant des paysages d'une extrême diversité.
Elle se situe à 25 km à vol d'oiseau de Foix, préfecture du département, à 30 km de Pamiers, sous-préfecture, et à 15 km de Mirepoix, bureau centralisateur du canton de Mirepoix dont dépend la commune depuis 2015 pour les élections départementales.
La commune fait en outre partie du bassin de vie de Lavelanet.
Les communes les plus proches sont : 
Le Peyrat (1,0 km), Lesparrou (2,8 km), Laroque-d'Olmes (3,4 km), Léran (3,6 km), Régat (4,1 km), Dreuilhe (4,1 km), L'Aiguillon (4,3 km), Sainte-Colombe-sur-l'Hers (4,7 km).

### Communes limitrophes
La Bastide-sur-l'Hers est limitrophe de cinq autres communes.
Les communes limitrophes sont Dreuilhe, Laroque-d'Olmes, Léran, Lesparrou et Le Peyrat.
| Laroque-d'Olmes | Léran                 |           |
|                 | La Bastide-sur-l'Hers | Le Peyrat |
| Dreuilhe        | Lesparrou             |           |

### Géologie et relief
La commune est située dans le Bassin aquitain, le deuxième plus grand bassin sédimentaire de la France après le Bassin parisien. Les terrains affleurants sur le territoire communal sont constitués de roches sédimentaires datant pour certaines du Cénozoïque, l'ère géologique la plus récente sur l'échelle des temps géologiques, débutant il y a 66 millions d'années, et pour d'autres du Mésozoïque, anciennement appelé Ère secondaire, qui s'étend de −252,2 à −66,0 Ma. La structure détaillée des couches affleurantes est décrite dans la feuille « n°1076 - Lavelanet » de la carte géologique harmonisée au 1/50 000ème du département de l'Ariège, et sa notice associée.
La superficie cadastrale de la commune publiée par l’Insee, qui sert de références dans toutes les statistiques, est de 4,77 km2,. La superficie géographique, issue de la BD Topo, composante du Référentiel à grande échelle produit par l'IGN, est quant à elle de 4,81 km2.Son relief est relativement accidenté puisque la dénivelée maximale atteint 293 mètres. L'altitude du territoire varie entre 428 m et 721 m.

### Hydrographie

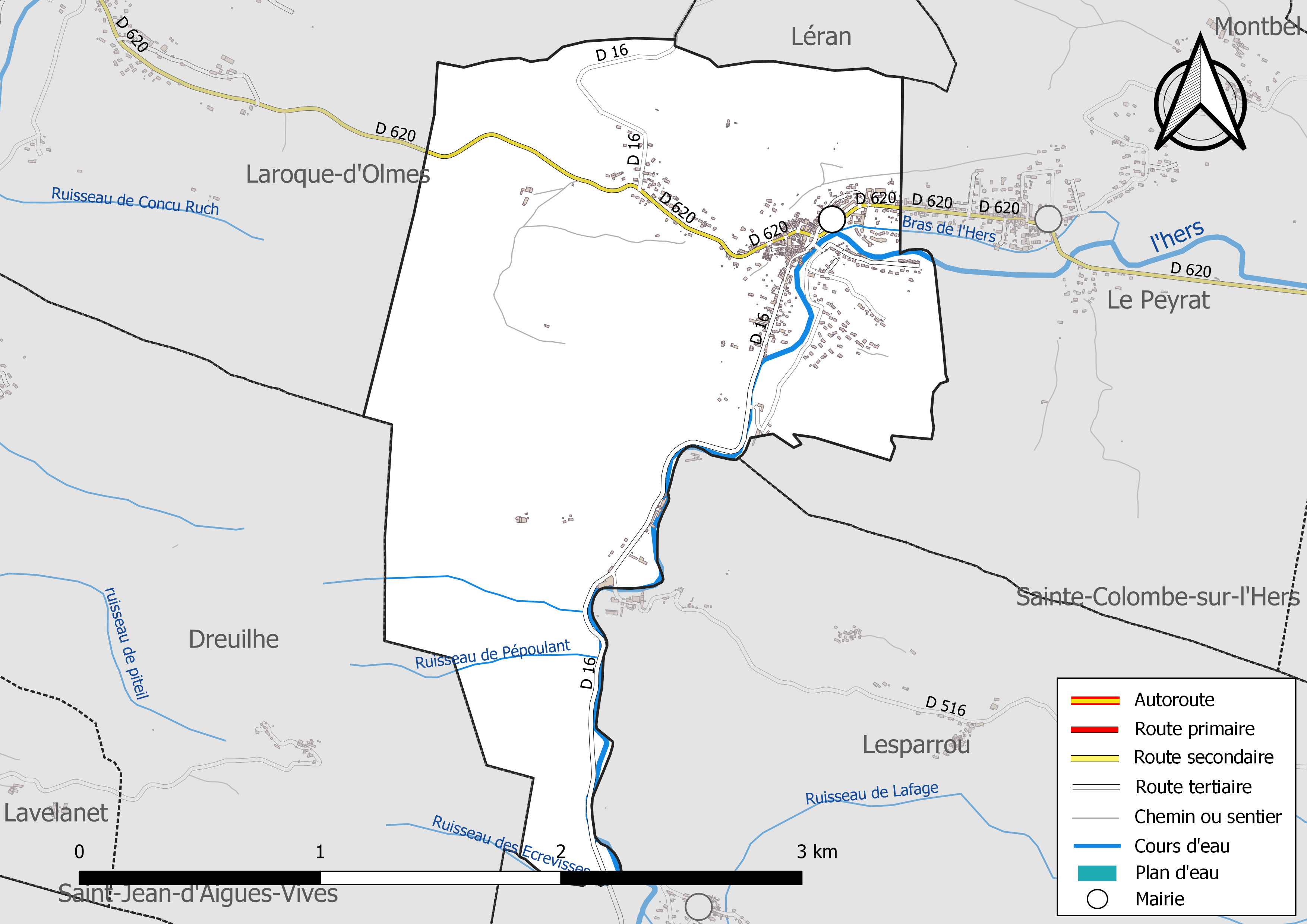
Réseaux hydrographique et routier de La Bastide-sur-l'Hers.

La commune est dans le bassin versant de la Garonne, au sein du bassin hydrographique Adour-Garonne. Elle est drainée par l'Hers-Vif, un bras de l'Hers, le ruisseau de Pépoulant, le ruisseau des Ecrevisses et par divers petits cours d'eau, constituant un réseau hydrographique de 6 km de longueur totale,.
L'Hers-Vif, d'une longueur totale de 134,9 km, prend sa source dans la commune de Prades et s'écoule du sud vers le nord. Il traverse la commune et se jette dans l'Ariège à Cintegabelle, après avoir traversé 41 communes.

### Climat
Pour des articles plus généraux, voir Climat de l'Occitanie et Climat de l'Ariège.
En 2010, le climat de la commune est de type climat océanique altéré, selon une étude s'appuyant sur une série de données couvrant la période 1971-2000. En 2020, Météo-France publie une typologie des climats de la France métropolitaine dans laquelle la commune est exposée à un climat de montagne et est dans la région climatique Pyrénées centrales, caractérisée par une pluviométrie annuelle de 1 000 à 1 200 mm.
Pour la période 1971-2000, la température annuelle moyenne est de 12,4 °C, avec une amplitude thermique annuelle de 15,7 °C. Le cumul annuel moyen de précipitations est de 902 mm, avec 9,7 jours de précipitations en janvier et 6,1 jours en juillet. Pour la période 1991-2020, la température moyenne annuelle observée sur la station météorologique la plus proche, située sur la commune de Léran à 4 km à vol d'oiseau, est de 12,5 °C et le cumul annuel moyen de précipitations est de 810,2 mm,. Pour l'avenir, les paramètres climatiques de la commune estimés pour 2050 selon différents scénarios d'émission de gaz à effet de serre sont consultables sur un site dédié publié par Météo-France en novembre 2022.

### Milieux naturels et biodiversité

#### Réseau Natura 2000

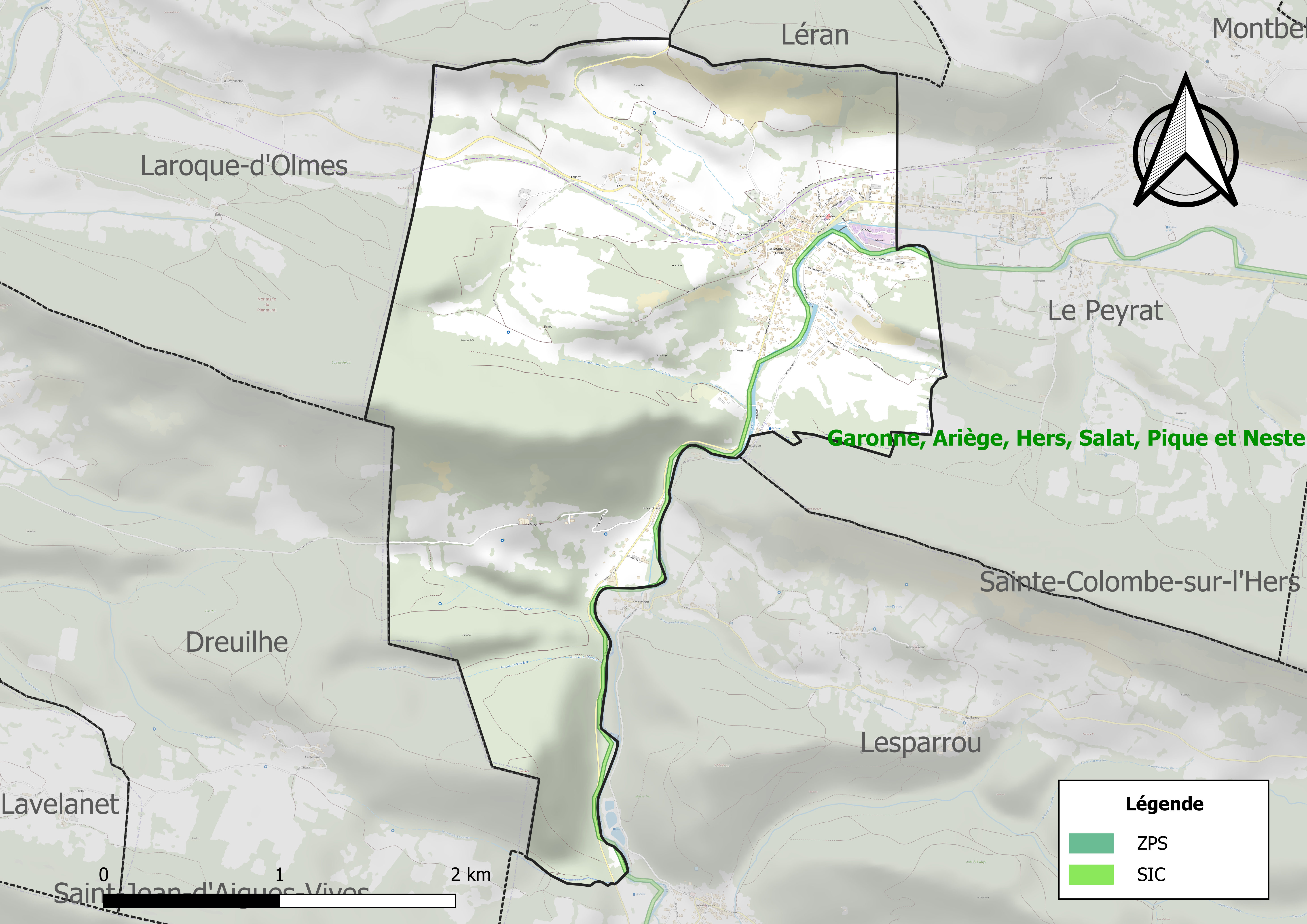
Site Natura 2000 sur le territoire communal.

Le réseau Natura 2000 est un réseau écologique européen de sites naturels d'intérêt écologique élaboré à partir des directives habitats et oiseaux, constitué de zones spéciales de conservation (ZSC) et de zones de protection spéciale (ZPS).
Un site Natura 2000 a été défini sur la commune au titre de la directive habitats : « Garonne, Ariège, Hers, Salat, Pique et Neste », d'une superficie de 9 581 ha, un réseau hydrographique pour les poissons migrateurs, avec des zones de frayères actives et potentielles importantes pour le Saumon en particulier qui fait l'objet d'alevinages réguliers et dont des adultes atteignent déjà Foix sur l'Ariège.

#### Zones naturelles d'intérêt écologique, faunistique et floristique
L’inventaire des zones naturelles d'intérêt écologique, faunistique et floristique (ZNIEFF) a pour objectif de réaliser une couverture des zones les plus intéressantes sur le plan écologique, essentiellement dans la perspective d’améliorer la connaissance du patrimoine naturel national et de fournir aux différents décideurs un outil d’aide à la prise en compte de l’environnement dans l’aménagement du territoire.
Trois ZNIEFF de type 1 sont recensées sur la commune :
- le « cours de l'Hers » (891 ha), couvrant 41 communes dont 32 dans l'Ariège, 7 dans l'Aude et 2 dans la Haute-Garonne[28] ;
- le « lac de Montbel et partie orientale du bas pays d'Olmes » (7 200 ha), couvrant 38 communes dont 30 dans l'Ariège et 8 dans l'Aude[29],
- « le Plantaurel oriental » (3 272 ha), couvrant 11 communes dont 9 dans l'Ariège et 2 dans l'Aude[30] ;

et trois ZNIEFF de type 2, : 
- les « coteaux du Palassou » (26 749 ha), couvrant 48 communes dont 43 dans l'Ariège et 5 dans l'Aude[31] ;
- « le Plantaurel » (42 116 ha), couvrant 72 communes dont 68 dans l'Ariège, 2 dans l'Aude et 2 dans la Haute-Garonne[32] ;
- « l'Hers et ripisylves » (1 417 ha), couvrant 41 communes dont 32 dans l'Ariège, 7 dans l'Aude et 2 dans la Haute-Garonne[33].

Carte des ZNIEFF de type 1 et 2 à La Bastide-sur-l'Hers.
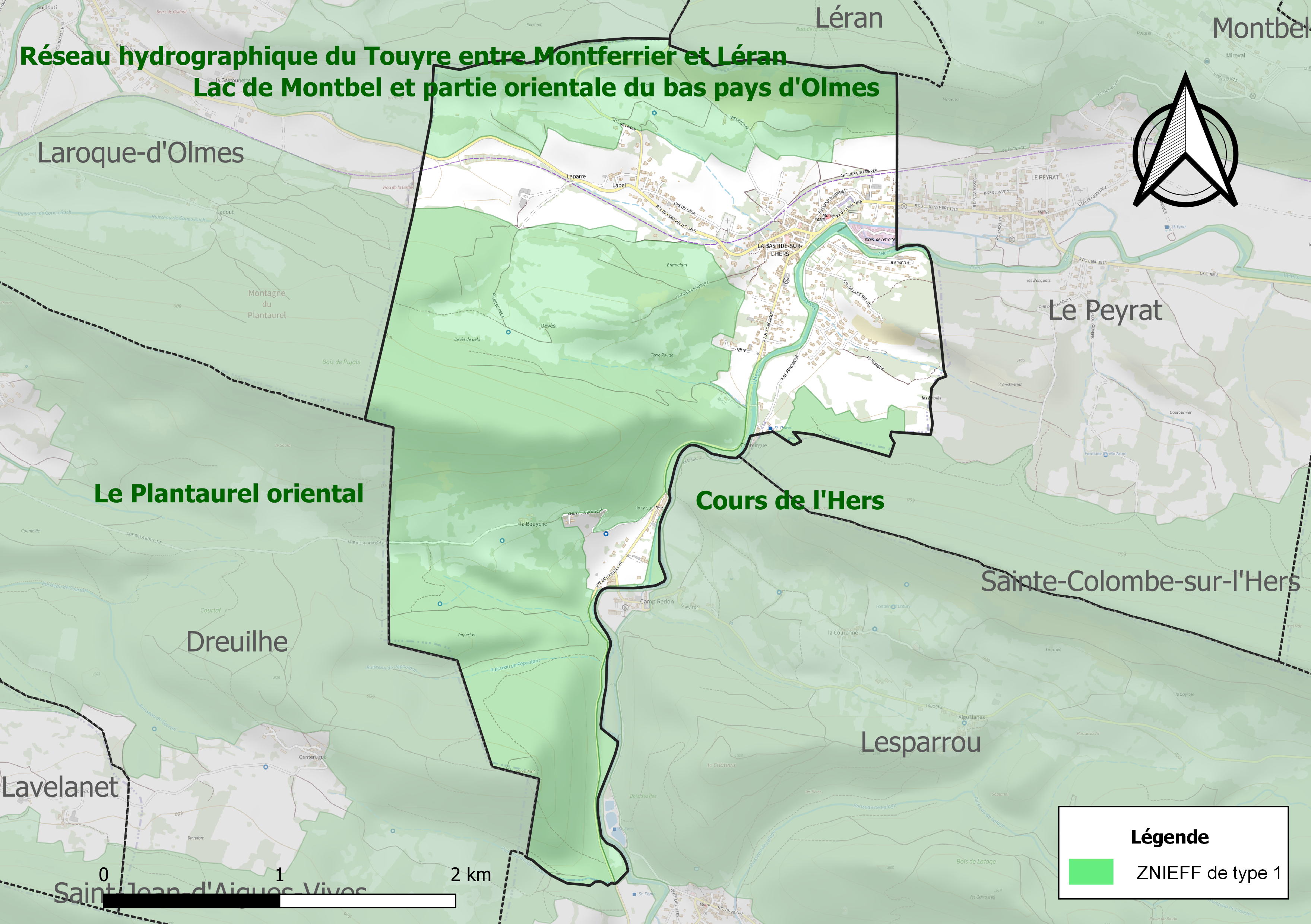
Carte des ZNIEFF de type 1 sur la commune.
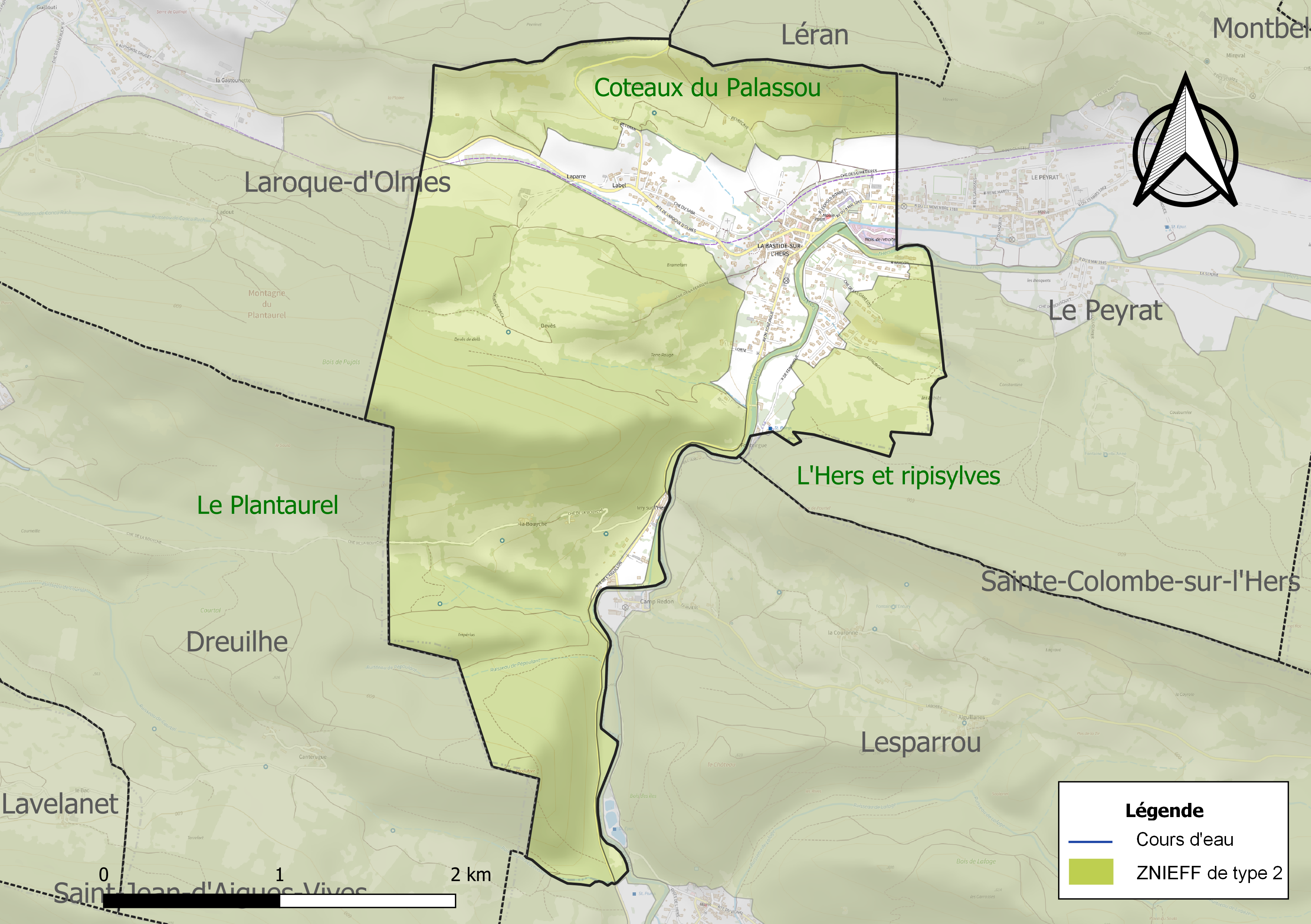
Carte des ZNIEFF de type 2 sur la commune.

## Urbanisme

### Typologie
Au 1er janvier 2024, La Bastide-sur-l'Hers est catégorisée commune rurale à habitat dispersé, selon la nouvelle grille communale de densité à 7 niveaux définie par l'Insee en 2022.
Elle est située hors unité urbaine. Par ailleurs la commune fait partie de l'aire d'attraction de Lavelanet, dont elle est une commune de la couronne,. Cette aire, qui regroupe 28 communes, est catégorisée dans les aires de moins de 50 000 habitants,.

### Occupation des sols

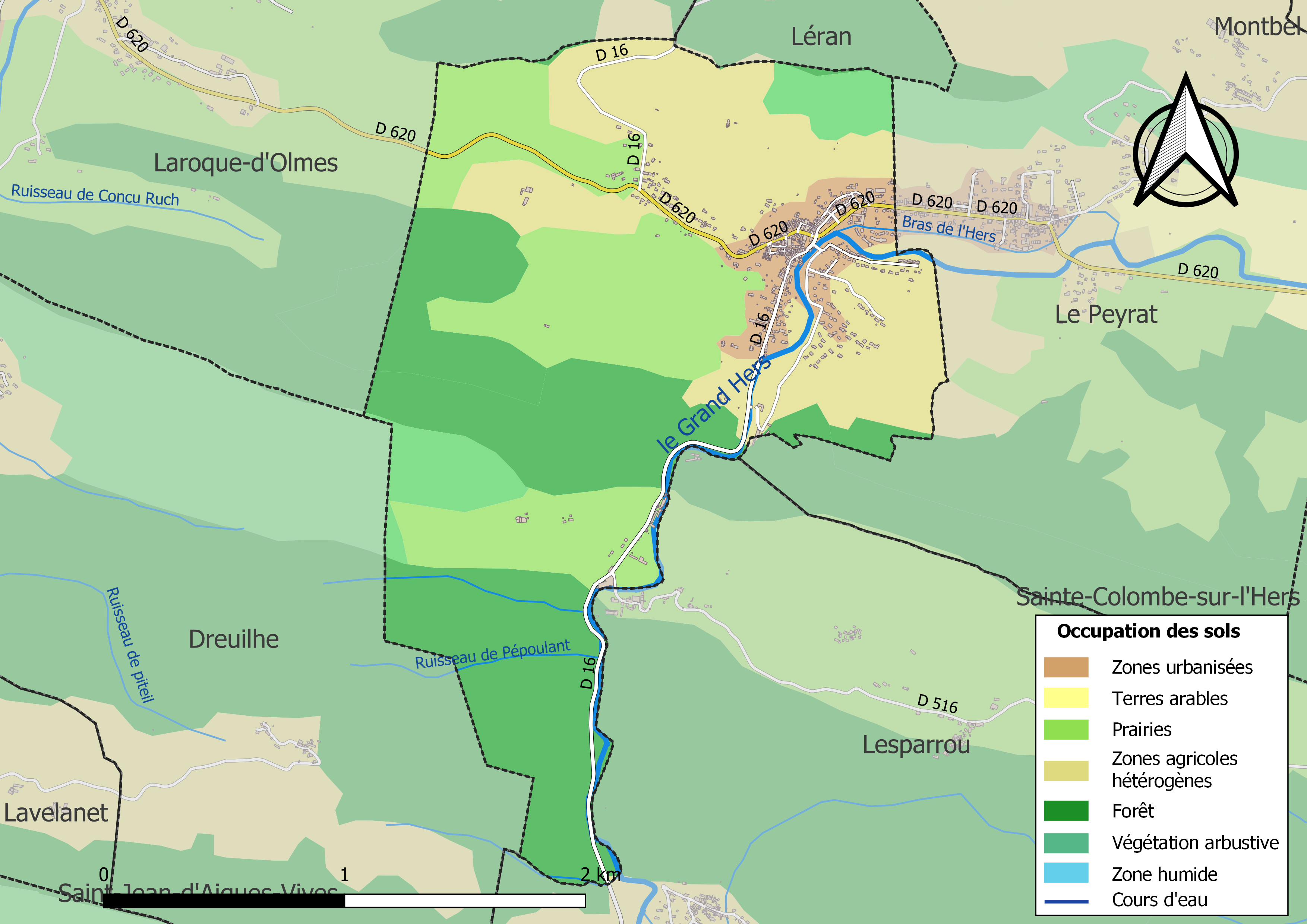
Carte des infrastructures et de l'occupation des sols de la commune en 2018 (CLC).

L'occupation des sols de la commune, telle qu'elle ressort de la base de données européenne d’occupation biophysique des sols Corine Land Cover (CLC), est marquée par l'importance des territoires agricoles (48,3 % en 2018), en diminution par rapport à 1990 (56,2 %). La répartition détaillée en 2018 est la suivante : 
forêts (38,2 %), prairies (29,5 %), zones agricoles hétérogènes (18,7 %), zones urbanisées (10,8 %), milieux à végétation arbustive et/ou herbacée (2,6 %). L'évolution de l’occupation des sols de la commune et de ses infrastructures peut être observée sur les différentes représentations cartographiques du territoire : la carte de Cassini (XVIIIe siècle), la carte d'état-major (1820-1866) et les cartes ou photos aériennes de l'IGN pour la période actuelle (1950 à aujourd'hui).

### Morphologie urbaine
Son bâti est contigu à celui du bourg voisin du Peyrat.

### Habitat et logement
En 2018, le nombre total de logements dans la commune était de 536, alors qu'il était de 519 en 2013 et de 481 en 2008.
Parmi ces logements, 67,9 % étaient des résidences principales, 17 % des résidences secondaires et 15,1 % des logements vacants. Ces logements étaient pour 72,9 % d'entre eux des maisons individuelles et pour 21,3 % des appartements.
Le tableau ci-dessous présente la typologie des logements à La Bastide-sur-l'Hers en 2018 en comparaison avec celle de l'Ariège et de la France entière. Une caractéristique marquante du parc de logements est ainsi une proportion de résidences secondaires et logements occasionnels (17 %) inférieure à celle du département (24,6 %) mais supérieure à celle de la France entière (9,7 %). Concernant le statut d'occupation de ces logements, 63,8 % des habitants de la commune sont propriétaires de leur logement (61 % en 2013), contre 66,3 % pour l'Ariège et 57,5 % pour la France entière.
| Typologie                                               | La Bastide-sur-l'Hers | Ariège | France entière |
| ------------------------------------------------------- | --------------------- | ------ | -------------- |
| Résidences principales (en %)                           | 67,9                  | 65,7   | 82,1           |
| Résidences secondaires et logements occasionnels (en %) | 17                    | 24,6   | 9,7            |
| Logements vacants (en %)                                | 15,1                  | 9,7    | 8,2            |

### Voies de communication et transports
Accès avec l'ancienne  route nationale 620 devenue (RD 620). L'ancienne ligne de Moulin-Neuf à Lavelanet est devenue une piste cyclable de Lavelanet à Moulin-neuf.

### Risques majeurs

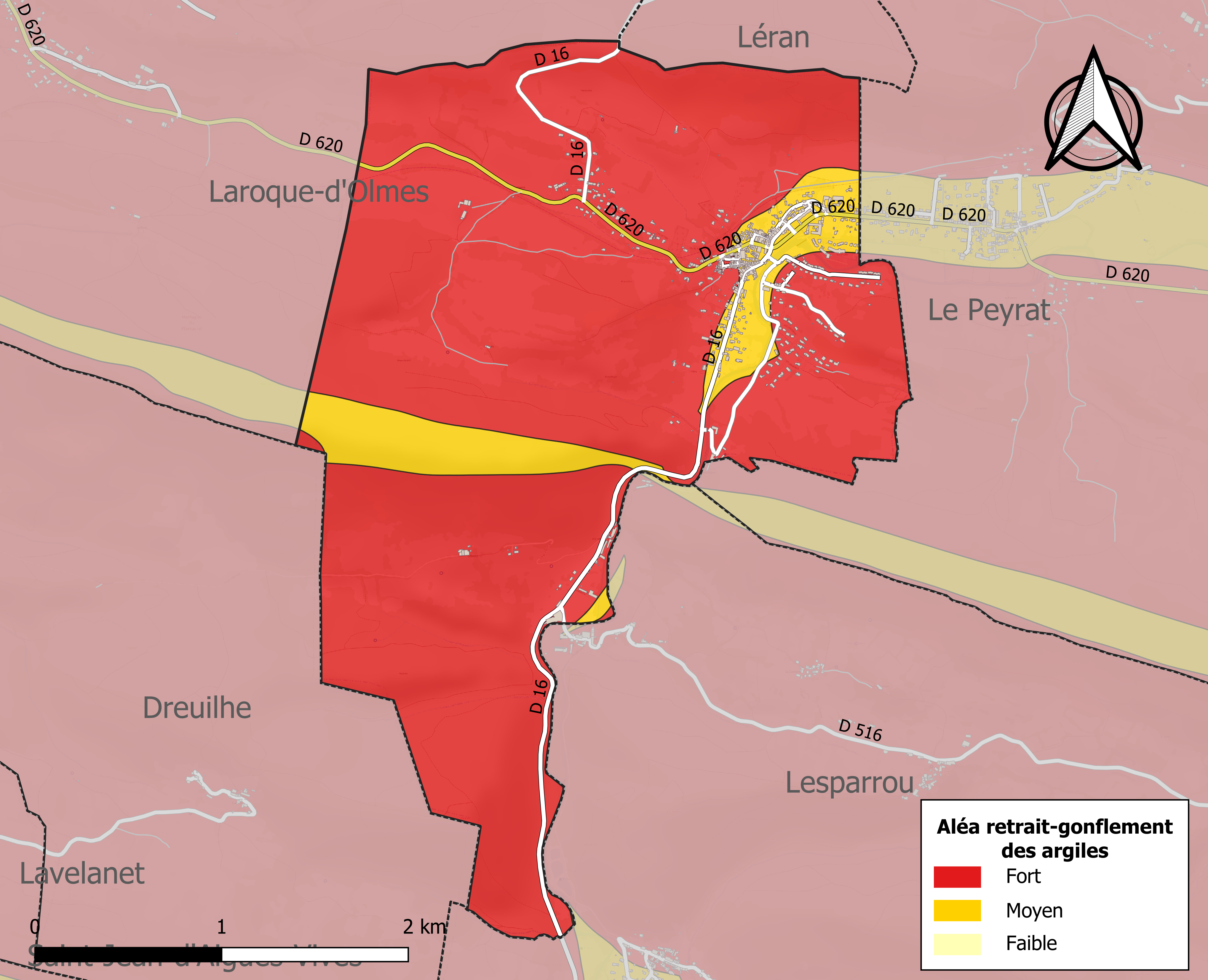
Zonage de l'aléa retrait-gonflement des argiles sur la commune de La Bastide-sur-l'Hers.

Le territoire de la commune de La Bastide-sur-l'Hers est vulnérable à différents aléas naturels : inondations, climatiques (grand froid ou canicule), feux de forêts, mouvements de terrains et séisme (sismicité modérée),.
Certaines parties du territoire communal sont susceptibles d’être affectées par le risque d’inondation par débordement, crue torrentielle d'un cours d'eau, l'Hers-Vif, ou ruissellement d'un versant. L’épisode de crue le plus marquant dans le département reste sans doute celui de 1875. Parmi les inondations marquantes plus récentes concernant l'Hers figure la crue torrentielle de 2014 de l'Hers amont impactant en particulier le village de Lassur.
Les mouvements de terrains susceptibles de se produire sur la commune sont soit des chutes de blocs, soit des glissements de terrains, soit des effondrements liés à des cavités souterraines, soit des mouvements liés au retrait-gonflement des argiles. Près de 50 % de la superficie du département est concernée par l'aléa retrait-gonflement des argiles, dont la commune de La Bastide-sur-l'Hers. L'inventaire national des cavités souterraines permet par ailleurs de localiser celles situées sur la commune.
Ces risques naturels sont pris en compte dans l'aménagement du territoire de la commune par le biais d'un plan de prévention des risques (PPR) inondation et mouvement de terrain approuvé le 27 mars 2015.

## Histoire
La bastide a été créée en 1252. Elle fut aussi dénommée La Bastide-de-Congoust, du nom des seigneurs impliqués.
Autrefois renommée pour la fabrication de la bijouterie en jais avec des mines exploitées dès le XIVe siècle, mais épuisées à la fin du XIXe, La Bastide-sur-l'Hers a acquis sa réputation avec la fabrication des peignes en corne. Le « Syndicat des ouvriers en peigne de La Bastide-sur-l'Hers » regroupa dès sa fondation en 1900 près de 800 ouvriers.
Sur la ligne de Moulin-Neuf à Lavelanet, la commune disposait d'une gare partagée avec Le Peyrat du 25 août 1903 au 18 avril 1939. Une réouverture temporaire du service voyageur eut cependant lieu du 5 mai 1941 au 6 mai 1946, du fait de la pénurie de transports routiers : une voiture était ajoutée au train de marchandises subsistant. Le service marchandise fut à son tour fermé le 16 décembre 1973 en même temps que la ligne, la voie étant déposée peu après.
Des sources thermales à l'eau carbonatée, calcique et magnésienne ont été exploitées au hameau de Foncirgue par un petit établissement privé de 1835 aux années 1950.

## Politique et administration

### Découpage territorial
La commune de La Bastide-sur-l'Hers est membre de la communauté de communes du Pays de Mirepoix, un établissement public de coopération intercommunale (EPCI) à fiscalité propre créé le 31 décembre 2013 dont le siège est à Mirepoix. Ce dernier est par ailleurs membre d'autres groupements intercommunaux.
Sur le plan administratif, elle est rattachée à l'arrondissement de Pamiers, au département de l'Ariège, en tant que circonscription administrative de l'État, et à la région Occitanie.
Sur le plan électoral, elle dépend du canton de Mirepoix pour l'élection des conseillers départementaux, depuis le redécoupage cantonal de 2014 entré en vigueur en 2015, et de la deuxième circonscription de l'Ariège  pour les élections législatives, depuis le redécoupage électoral de 1986.

### Administration municipale
Le nombre d'habitants au recensement de 2017 étant compris entre 500 et 1 499 habitants, le nombre de membres du conseil municipal pour l'élection de 2020 est de quinze,.

### Tendances politiques et résultats
Depuis 1933, se sont succédé des maires PCF, fait assez rare dans ce bassin à forte identité socialiste.

### Liste des maires
| Période                                  | Période   | Identité        | Étiquette | Qualité  |
| ---------------------------------------- | --------- | --------------- | --------- | -------- |
| Les données manquantes sont à compléter. |           |                 |           |          |
| mars 1983                                | mars 2020 | Jacky Barbe     | PCF       | Retraité |
| 2020                                     | En cours  | Guillaume Lopez | SE        |          |

## Population et société

### Démographie
L'évolution du nombre d'habitants est connue à travers les recensements de la population effectués dans la commune depuis 1793. Pour les communes de moins de 10 000 habitants, une enquête de recensement portant sur toute la population est réalisée tous les cinq ans, les populations de référence des années intermédiaires étant quant à elles estimées par interpolation ou extrapolation. Pour la commune, le premier recensement exhaustif entrant dans le cadre du nouveau dispositif a été réalisé en 2006.

En 2022, la commune comptait 676 habitants, en évolution de −0,29 % par rapport à 2016 (Ariège : +1,48 %, France hors Mayotte : +2,11 %).
| 1793 | 1800 | 1806 | 1821 | 1831 | 1836 | 1841 | 1846 | 1851 |
| ---- | ---- | ---- | ---- | ---- | ---- | ---- | ---- | ---- |
| 501  | 490  | 573  | 566  | 620  | 626  | 585  | 673  | 706  |

| 1856 | 1861 | 1866 | 1872 | 1876 | 1881 | 1886 | 1891 | 1896  |
| ---- | ---- | ---- | ---- | ---- | ---- | ---- | ---- | ----- |
| 679  | 763  | 774  | 817  | 877  | 912  | 965  | 981  | 1 024 |

| 1901 | 1906 | 1911 | 1921 | 1926 | 1931 | 1936 | 1946 | 1954 |
| ---- | ---- | ---- | ---- | ---- | ---- | ---- | ---- | ---- |
| 976  | 951  | 982  | 956  | 929  | 880  | 797  | 751  | 850  |

| 1962 | 1968 | 1975 | 1982 | 1990 | 1999 | 2006 | 2011 | 2016 |
| ---- | ---- | ---- | ---- | ---- | ---- | ---- | ---- | ---- |
| 870  | 796  | 782  | 763  | 733  | 674  | 710  | 727  | 678  |

| 2021 | 2022 | - | - | - | - | - | - | - |
| ---- | ---- | - | - | - | - | - | - | - |
| 674  | 676  | - | - | - | - | - | - | - |

| selon la population municipale des années : | 1968 | 1975 | 1982 | 1990 | 1999 | 2006 | 2009 | 2013 |
| Rang de la commune dans le département      | 31   | 32   | 27   | 33   | 32   | 36   | 37   | 39   |
| Nombre de communes du département           | 340  | 328  | 330  | 332  | 332  | 332  | 332  | 332  |

### Enseignement
La Bastide-sur-l'Hers compte une école primaire publique et fait partie de l'académie de Toulouse.

### Culture et festivité
Fête locale début août, comité des fêtes, majorettes, foire.

### Activités sportives
- En rugby à XV, l'US La Bastide-sur-l'Hers a été finaliste dans le championnat de France de rugby à XV de 4e série en 1977. Voir aussi Stade lavelanétien.
- Histoire. US labastide/hers puis Us labastide/le peyrat et aujourd'hui associé a Chalabre et affilié à la FFR, ligue Occitanie Rugby, au niveau éducatif et école de rugby le club fait partie du regroupement éducatif Rugby pays d'olmes
- De nombreux joueurs formés a l'usbp ont renforcé les clubs de *nationale* elite des années 45 a 90. Daynie, Lafitte, Rouge, Mateos, Girbas, Boulbes etc..
- Tennis, pétanque, pêche, randonnée,

### Écologie et recyclage
Collecte des déchets

## Économie

### Revenus
En 2018, la commune compte 325 ménages fiscaux, regroupant 630 personnes. La médiane du revenu disponible par unité de consommation est de 18 120 € (19 820 € dans le département).

### Emploi
| Division       | 2008  | 2013   | 2018   |
| -------------- | ----- | ------ | ------ |
| Commune        | 14 %  | 10,9 % | 10,6 % |
| Département    | 8,9 % | 11,1 % | 11,2 % |
| France entière | 8,3 % | 10 %   | 10 %   |

En 2018, la population âgée de 15 à 64 ans s'élève à 360 personnes, parmi lesquelles on compte 61,6 % d'actifs (50,9 % ayant un emploi et 10,6 % de chômeurs) et 38,4 % d'inactifs,. En  2018, le taux de chômage communal (au sens du recensement) des 15-64 ans est inférieur à celui du département, mais supérieur à celui de la France, alors qu'en 2008 il était supérieur à celui du département.
La commune fait partie de la couronne de l'aire d'attraction de Lavelanet, du fait qu'au moins 15 % des actifs travaillent dans le pôle,. Elle compte 122 emplois en 2018, contre 132 en 2013 et 126 en 2008. Le nombre d'actifs ayant un emploi résidant dans la commune est de 186, soit un indicateur de concentration d'emploi de 65,9 % et un taux d'activité parmi les 15 ans ou plus de 37,6 %.
Sur ces 186 actifs de 15 ans ou plus ayant un emploi, 44 travaillent dans la commune, soit 24 % des habitants. Pour se rendre au travail, 92 % des habitants utilisent un véhicule personnel ou de fonction à quatre roues, 4,3 % s'y rendent en deux-roues, à vélo ou à pied et 3,7 % n'ont pas besoin de transport (travail au domicile).

### Activités hors agriculture
52 établissements sont implantés  à La Bastide-sur-l'Hers au 31 décembre 2019. Le tableau ci-dessous en détaille le nombre par secteur d'activité et compare les ratios avec ceux du département,.
| Secteur d'activité                                                                                        | Commune | Commune | Département |
| Secteur d'activité                                                                                        | Nombre  | %       | %           |
| --- | ------- | ------- | ----------- |
| Ensemble                                                                                                  | 52      |         |             |
| Industrie manufacturière, industries extractives et autres                                                | 3       | 5,8 %   | (12,9 %)    |
| Construction                                                                                              | 14      | 26,9 %  | (14,2 %)    |
| Commerce de gros et de détail, transports, hébergement et restauration                                    | 14      | 26,9 %  | (27,5 %)    |
| Activités spécialisées, scientifiques et techniques et activités de services administratifs et de soutien | 5       | 9,6 %   | (13,2 %)    |
| Administration publique, enseignement, santé humaine et action sociale                                    | 8       | 15,4 %  | (14,4 %)    |
| Autres activités de services                                                                              | 8       | 15,4 %  | (8,8 %)     |

Le secteur du commerce de gros et de détail, des transports, de l'hébergement et de la restauration est prépondérant sur la commune puisqu'il représente 26,9 % du nombre total d'établissements de la commune (14 sur les 52 entreprises implantées  à La Bastide-sur-l'Hers), contre 27,5 % au niveau départemental.

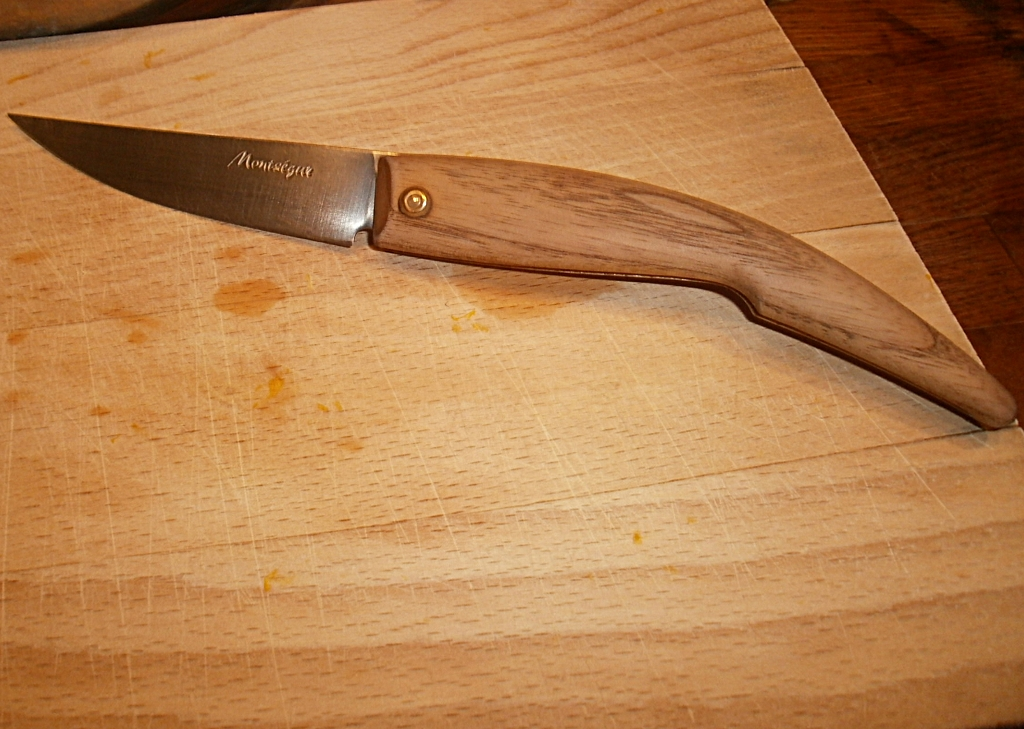
Couteau Plantaurel.

Ancien centre de production coutelière du couteau Plantaurel, du jais et du peigne en corne. La commune a aussi accueilli un peu d'industrie textile, constituant un pôle secondaire du bassin textile du pays d'Olmes.
Jean-Paul Tisseyre, coutellier d'art meilleur ouvrier de France.
La commune compte un village de vacances avec 46 gîtes.

### Agriculture
|                                   | 1988 | 2000 | 2010 |
| --------------------------------- | ---- | ---- | ---- |
| Exploitations                     | 3    | 2    | 1    |
| Superficie agricole utilisée (ha) | 56   | 47   | 15   |

La commune fait partie de la petite région agricole dénommée « Coteaux de l'Ariège ». En 2010, l'orientation technico-économique de l'agriculture  sur la commune est l'élevage d'herbivores hors bovins, caprins et porcins. une seule  exploitation agricole ayant son siège dans la commune est recensée lors du recensement agricole de 2010 (trois en 1988). La superficie agricole utilisée est de 15 ha.

## Culture locale et patrimoine

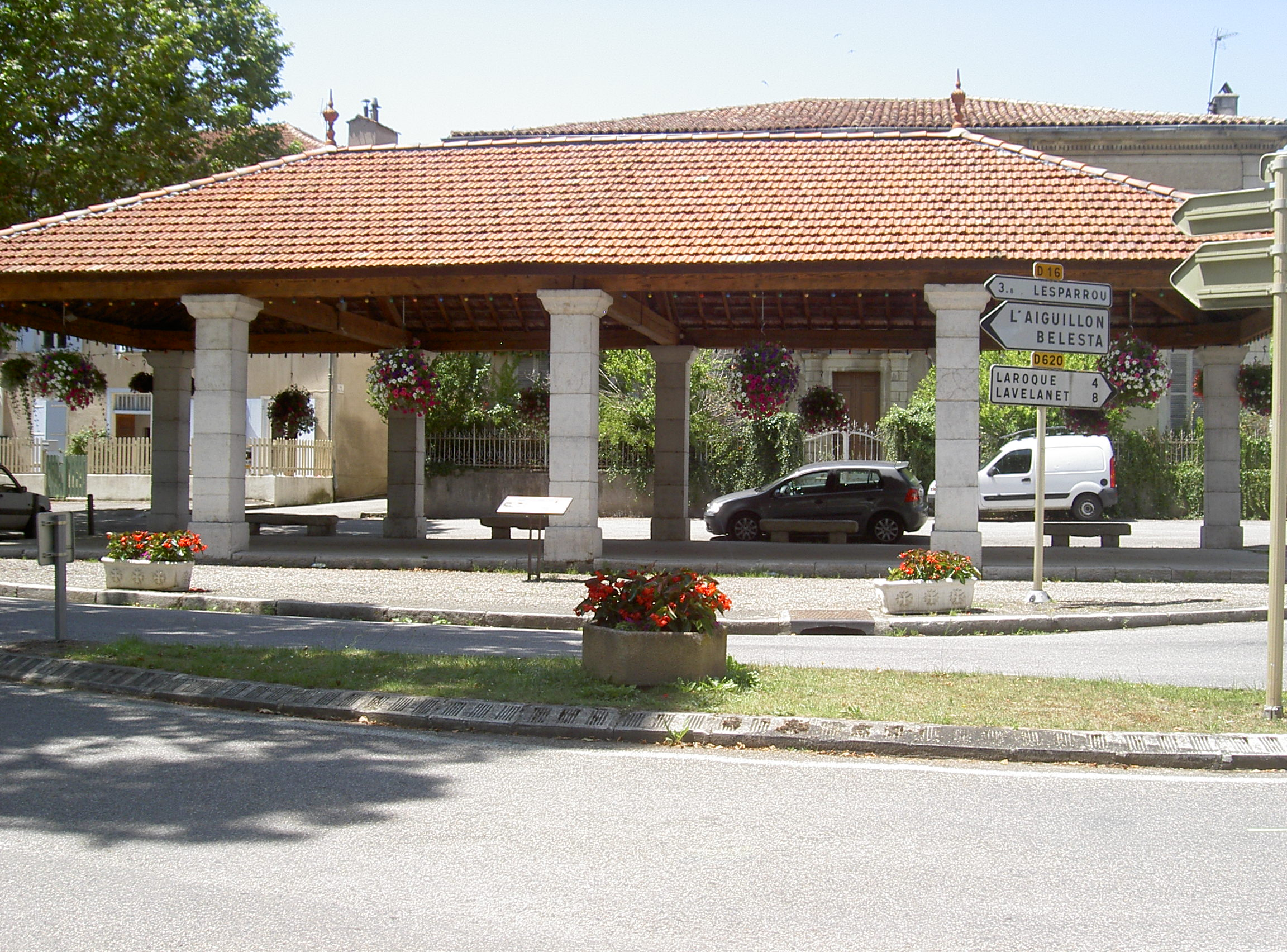
La halle.

### Lieux et monuments
- Église Notre-Dame-de-l’Assomption, dont la clef de voûte indique 1527. Un orgue y a été installé en 2008, à la suite d'un legs anonyme au curé de la paroisse, qui en a lui-même fait don. Cet instrument, de deux claviers et pédalier, fut construit par Krischer (Rouen) en 1893.
- Temple protestant de l'Union nationale des églises réformées évangéliques de France bâti en 1826.
- Halle de la fin du XIXe siècle.

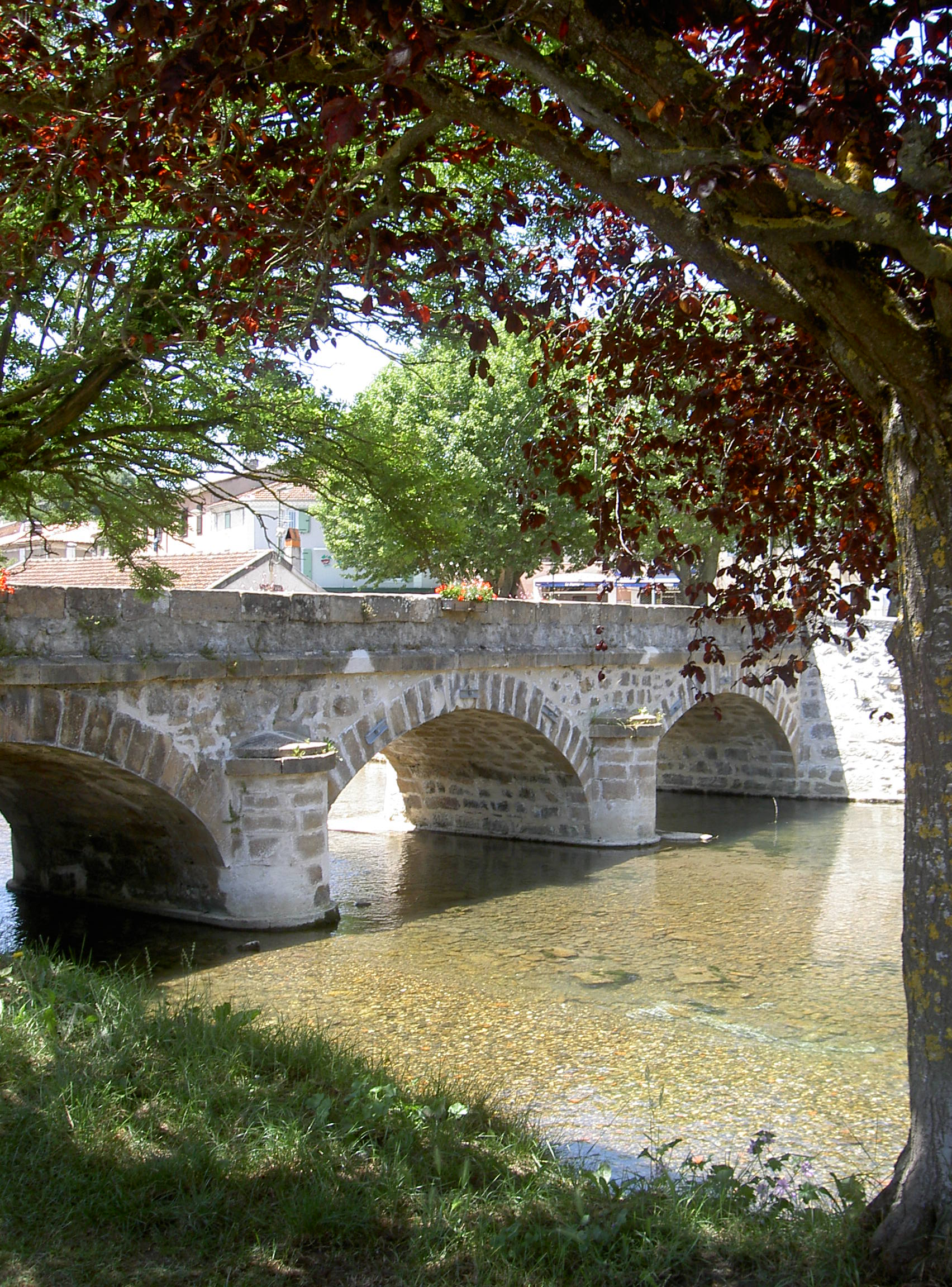
Le pont.
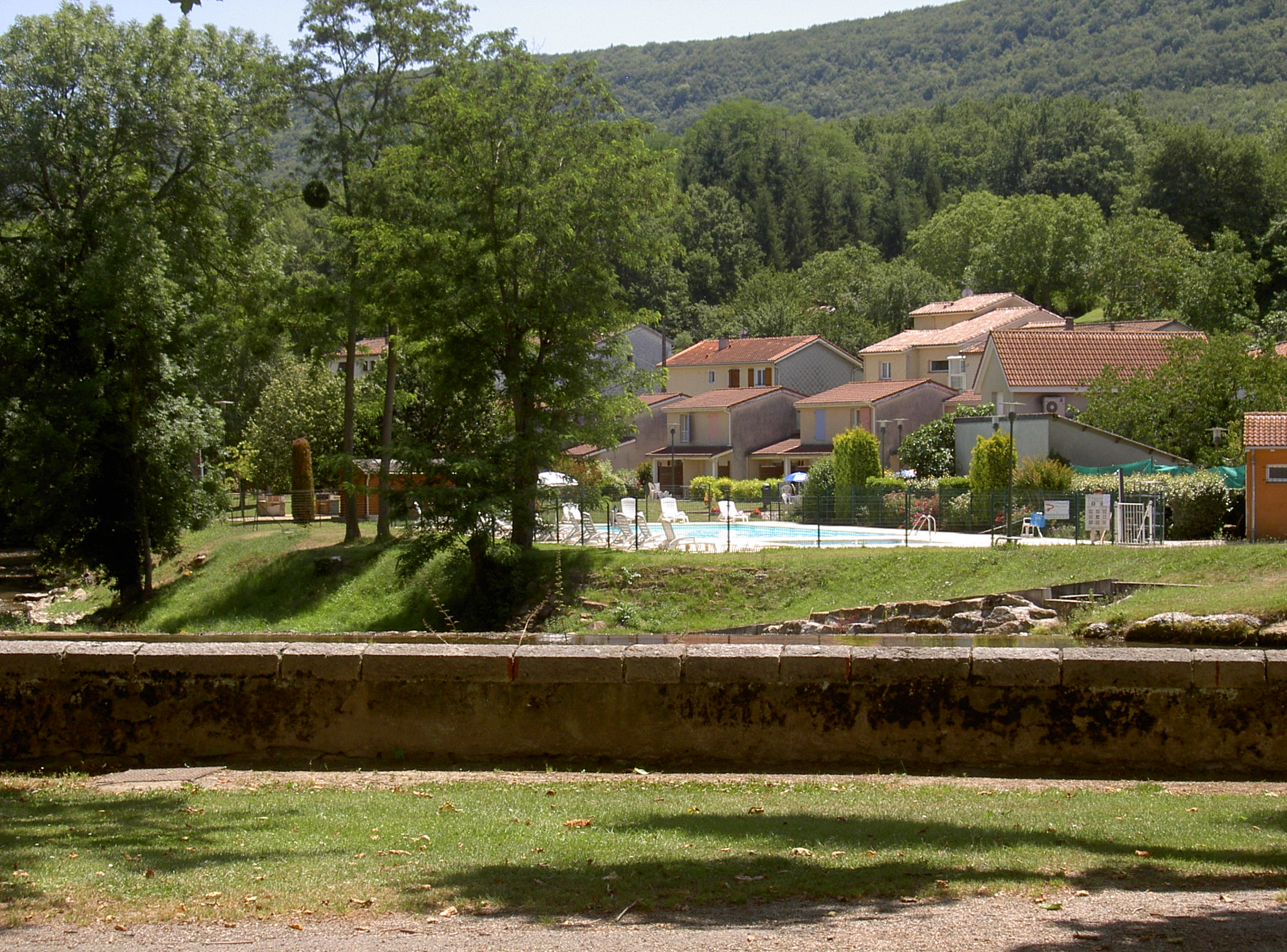
Structure de vacances (40 gîtes).

### Personnalités liées à la commune
- Joseph Belot de La Digne (1738-1807), né sur la commune, député de l'Aude de 1791 à 1792.
- Auguste-Acanthe Boudouresque, né sur la commune le 28 mai 1835 -  mort à Marseille, 21 janvier 1905, chanteur d'opéra.
- Philippe Tissié (1852-1935) est né à La Bastide-sur-l'Hers le 18 octobre 1852. Médecin et surtout personnage majeur de la structuration du rugby dans le sud ouest, initiateur des lendits, a collaboré avec Georges de Saint-Clair et Pierre de Coubertin à l'élaboration des règles du rugby, les écoles locales portent son nom le collège ainsi que le lycée de Saverdun. Il est proposé aux Murs des Légendes du Rugby. Certainement un des trois personnages majeurs du rugby français.

### Héraldique
| Blason de La Bastide-sur-l'Hers | Blason  | Taillé de gueules et de sinople.                 |
| Blason de La Bastide-sur-l'Hers | Détails | Le statut officiel du blason reste à déterminer. |

## Pour approfondir